# (13915) Yalow
(13915) Yalow ist ein im mittleren Hauptgürtel gelegener Asteroid, der am 17. Mai 1982 von den US-amerikanischen Astronomen Carolyn Shoemaker und Schelte John Bus am Palomar-Observatorium (IAU-Code 675) in Kalifornien entdeckt wurde.
Mittlere Sonnenentfernung (große Halbachse), Exzentrizität und Neigung der Bahnebene des Asteroiden entsprechen grob der Dora-Familie, einer Gruppe von Asteroiden, die nach (668) Dora benannt ist.
Nach der SMASS-Klassifikation (Small Main-Belt Asteroid Spectroscopic Survey) wurde bei einer spektroskopischen Untersuchung von Gianluca Masi, Sergio Foglia und Richard P. Binzel bei einer Unterteilung aller untersuchten Asteroiden in C-, S- und V-Typen (13915) Yalow den S-Asteroiden zugeordnet.
Der Asteroid wurde am 27. April 2002 nach der US-amerikanischen Physikerin und Nuklearmedizinerin Rosalyn Sussman Yalow benannt, die 1977 den Nobelpreis für Physiologie oder Medizin erhielt „für die Entwicklung radioimmunologischer Methoden der Bestimmung von Peptidhormonen“.